# Nephodia exularia
Nephodia exularia là một loài bướm đêm trong họ Geometridae.